# Bufoides
A  Bufoides a kétéltűek (Amphibia) osztályába, a békák (Anura) rendjébe és a varangyfélék (Bufonidae) családjába tartozó nem. 

## Előfordulásuk
A nembe tartozó fajok Indiában, a Himalája keleti részén, a Garo- és a Khasi-hegységben honosak.

## Taxonómiai helyzete
A Bufoides nemet 1973-ban hozták létre az Ansonia meghalayana faj számára. A nem egészen 2016-ig monotipikus maradt, amíg Chandramouli és Amarasinghe a Pedostibes kempi fajt ide nem helyezte azért, hogy a Pedostibes nem monofiletikus csoportot alkosson. Az áthelyezés a két faj morfológiai hasonlóságán és elterjedési területének földrajzi közelségén alapult; így a Pedostibes lett monotipikus, elterjedési területe a Nyugati-Ghátokra szűkült. Ugyanakkor fennáll annak a lehetősége, hogy a két Bufoides faj konspecifikus.

## Rendszerezés
A nembe az alábbi fajok tartoznak:
- Bufoides bhupathyi Naveen, Tapley, Chandramouli, Jervis, Babu, Meetei, & Karunakaran, 2023
- Bufoides kempi (Boulenger, 1919)
- Bufoides meghalayanus (Yazdani & Chanda, 1971)